# Odontria suavis
Odontria suavis är en skalbaggsart som beskrevs av Thomas Broun 1880. Odontria suavis ingår i släktet Odontria och familjen Melolonthidae. Inga underarter finns listade i Catalogue of Life.